# Andrachne telephioides
Andrachne telephioides es una especie de plantas con flores perteneciente a la familia Phyllanthaceae, originaria de Cabo Verde, región del Mediterráneo, norte de África hasta la India. 

## Descripción
Es una planta perenne y glabra de cepa algo leñosa. Las hojas son de color verde-azulado, dispuestas de forma alterna a lo largo del tallo. Las flores son unisexuales, desarrollándose las masculinas y femeninas en la misma planta. Al tratarse de una filantácea, no se disponen en forma de ciato como las euforbiáceas, donde se encontraba incluida hasta hace poco. Desarrolla un fruto más o menos globoso. 

## Distribución y hábitat
Andrachne telephioides se encuentra en toda la cuenca mediterránea en zonas montañosas de poca altitud. Esta planta forma parte de la flora de algunas montañas de vegetación semiárida, como la Sierra de Montsant.
Es fácil encontrar el andracne al borde de los caminos, entre las rocas y los baldíos. Las hojas de esta plantas sirven como alimento para las orugas de algunas mariposas de la familia Lycaenidae o Chilades trochylus que se encuentra en la zona oriental del mediterráneo.

## Sinonimia
- Eraclissa hexagyna Forssk., Fl. Aegypt.-Arab.: 208 (1775).
- Telephioides procumbens Moench, Suppl. Meth.: 310 (1802).
- Andrachne rotundifolia C.A.Mey. in K.E.L.von Eichwald, Pl. Nov.: 18 (1831).
- Andrachne nummulariifolia Stapf, Denkschr. Kaiserl. Akad. Wiss., Wien. Math.-Naturwiss. Kl. 60: 314 (1886).
- Andrachne virescens Stapf, Denkschr. Kaiserl. Akad. Wiss., Wien. Math.-Naturwiss. Kl. 51: 314 (1887).
- Andrachne asperula Nevski, Trudy Bot. Inst. Akad. Nauk S.S.S.R., Ser. 1, Fl. Sist. Vyssh. Rast. 4: 263 (1937).
- Andrachne cretica Pojark., Bot. Zhurn. S.S.S.R. 25: 364 (1940).
- Andrachne vvedenskyi Pazij, Bot. Mater. Gerb. Inst. Bot. Zool. Akad. Nauk Uzbeksk. S.S.R. 11: 22 (1948).
- Andrachne pojarkoviae Kovatsch., Novosti Sist. Vyssh. Rast. 1965: 168 (1965).[4]